# Шакша-Южная
Шакша́-Ю́жная — отдалённый спальный жилой район в Калининском районе города Уфы в восточной части города.  Находится рядом с трассой М5. С Черниковкой район связывают два моста (автомобильный и железнодорожный) через реку Уфу. В районе находится железнодорожная станция Шакша. Имеется 4 школы и 3 детских сада.